# Isoperla armeniaca
Isoperla armeniaca is een steenvlieg uit de familie Perlodidae. De wetenschappelijke naam van de soort is voor het eerst geldig gepubliceerd in 1961 door Zhiltzova.